# Monte Agel
O monte Agel (em francês:  Mont Agel) é uma montanha dos Pré-Alpes de Nice, situada na fronteira França-Mónaco. O ponto culminante deste monte, com 1148 metros de altitude, está situado no lado francês, e o ponto mais alto do território do Mónaco, um caminho chamado Chemin des Révoires, está situado na sua encosta, atingindo a altitude de 161 m.
O cume do Monte Agel esteve ocupado, até julho de 2012, pela base aérea de Nice, que foi construída sobre a anterior Ouvrage Mont Agel das fortificações da Linha Alpina.